# Scario
Koordinaten: 40° 3′ N, 15° 29′ O

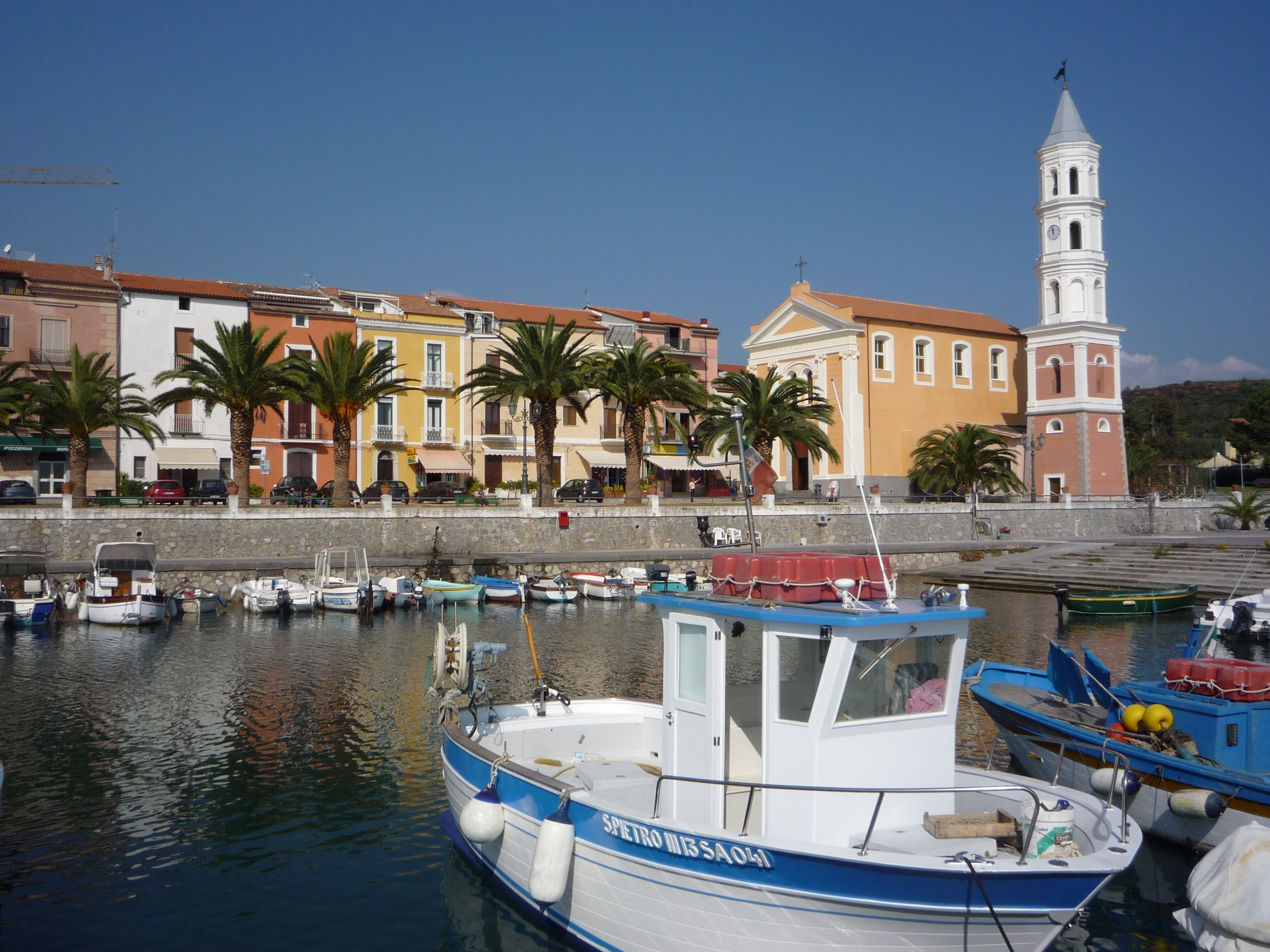
Hafen von Scario

Scario ist ein italienischer Küstenort im Cilento mit etwa 1.200 Einwohnern. Er ist ein Ortsteil der Gemeinde San Giovanni a Piro in der Provinz Salerno (Kampanien).
Der Ort liegt auf 6 m s.l.m., die Postleitzahl ist 84070 und die Vorwahl ist (+39) 0974. Das Demonym für die Einwohner ist Scarioti.

## Geografie
Scario ist ein Ortsteil von San Giovanni a Piro. Er liegt östlich des Monte Bulgheria in einer kleinen Bucht. Seit 1991 ist der Ort Bestandteil des Nationalpark Cilento und Vallo di Diano sowie Mitglied der Costiera Cilentana.